# Andrius Mamontovas
Andrius Mamontovas (Vilnius, 1967. augusztus 23. ―) litván énekes, zenész, dalszerző, színész, fotóművész. A Foje együttes tagjaként ért el igazán sikereket.

## Életpályája
Tanulmányait a Vilniusi 18. számú Középiskolában végezte , majd a diploma megszerzése után belépett a vilniusi Építőmérnöki Intézetbe , az építőipari közgazdász szakra, majd innen átment a Vilniusi Egyetem újságíró szakára . 1983 őszén a középiskolában hozta létre Arnoldas Lukošius és Darius Tarasevičius közreműködésével a Foje együttest, amely később Litvánia egyik legnépszerűbb együttese lett.
1997-ben a Foje feloszlott, Mamontovas pedig szólókarrierbe kezdett. 2001-ben részt vett Litvánia eurovíziós nemzeti válogatóján. Bár a közönségszavazást megnyerte, a zsűri eredményeivel együtt mindössze a második helyen végzett. 2006-ban az LT United együttes tagjaként viszont kijutott az Eurovíziós Dalfesztiválra. Az együttes We Are the Winners c. dala végül a hatodik helyen végzett, amely mindmáig Litvánia legjobb eredménye a versenyen.
2021-ben ő hirdette ki a litván szakmai zsűri szavazatait az Eurovíziós Dalfesztiválon.

## Szólólemezei
- Pabėgimas (1995)
- Tranzas (1997)
- Šiaurės naktis. Pusė penkių (1998)
- Mono Arba Stereo (1999)
- Šiaurės Naktis. Pusė Penkių (2000)
- Anapilis (2000)
- Cloudmaker (2000)
- Visi langai žiūri į dangų (2000)
- Cloudmaker. No Reason Why (2001)
- Clubmix.lt (2001)
- O, meile! (2002)
- Beribiam danguje (2003)
- Tadas Blinda (2004)
- Saldi.Juoda.Naktis. (2006)
- Tyla (2006)
- Geltona. Žalia. Raudona (2008)
- Elektroninis dievas (2011)
- Degančios Akys (2015)
- Memories of Something That Never Happened (2017)
- Kibernetiniai Žaislai (2017)
- The Hong Kong Tapes (2018)
- Perlai ir sakuros (2020)